# Transmission Voie-Machine
System TVM, Transmission Voie-Machine (z fr. Transmisja Tor-Pojazd) – francuski kabinowy system sterowania ruchem kolejowym. Jest on przeznaczony w szczególności do obsługi linii dużych prędkości RFF. Poza Europą, TVM 430 wykorzystują także linie Gyeongbu, Honam oraz Suseo–Pyeongtaek, należące do systemu kolei dużych prędkości KTX w Korei Południowej.
Starsza wersja TVM 300 zainstalowana jest na linii Paryż – Lyon (LGV SE) oraz Paryż – Tours/Le Mans (LGV A). Późniejsza wersja TVM 430 funkcjonuje na liniach Paryż – Lille – Calais (LGV N), w części SNCB w kierunku Brukseli, na linii Lyon – Marsylia/Nîmes (LGV Mediterranée), w Eurotunelu oraz na połączeniu Eurotunelu z liniami kolejowymi w Wielkiej Brytanii. TVM 430 jest kompatybilny z TVM 300.
TMV 300 i TVM 430 zbudowane są oparciu o kodowe obwody szynowe, wykorzystywane do transmisji ciągłej, oraz pętle indukcyjne lub balisy (typu KVB lub TBL) dla transmisji punktowej. Transmisja danych między szynowymi obwodami kodowymi a urządzeniami pokładowymi odbywa się za pomocą antenowej cewki indukcyjnej o sprzężeniu powietrznym, znajdującej się nad szynami.

## Podstawowe informacje
Potrzeba opracowania oddzielnego systemu sygnalizacji wynika z prędkości, z jaką poruszają się pociągi TGV po liniach wysokich prędkości, wynoszącą zwykle 300 km/h. Maszynista pociągu nie byłby w stanie obserwować z odpowiednią precyzją sygnałów wyświetlanych na semaforach, stosowanych na klasycznych liniach kolejowych. Z tego powodu pociągi TGV używają systemu TVM – Transmission Voie-Machine (Transmisja Tor-Pojazd). Informacje regulujące jazdę pociągu są dostarczane bezpośrednio do kabiny maszynisty za pomocą impulsów elektromagnetycznych, wykorzystujących tory jako medium transmisyjne. Impulsy są odbierane przez antenę umieszczoną pod głowicą napędową pociągu, dekodowane przez komputer, który następnie dostarcza maszyniście informacji o dopuszczalnej prędkości i ewentualne polecenia rozpoczęcia hamowania. Informacje te są wyświetlane na pulpicie maszynisty.
System jest wysoce zautomatyzowany i teoretycznie mógłby prowadzić pociąg bez udziału człowieka, jednak maszynista jest niezbędny do prowadzenia pociągu po klasycznych liniach kolejowych, niewyposażonych w system TVM, a ponadto człowiek może lepiej niż system komputerowy reagować na nieprzewidziane zdarzenia na trasie. Tym niemniej system wyposażony jest w zabezpieczenia, pozwalające na bezpieczne zatrzymanie pociągu w przypadku błędu maszynisty (w szczególności niebezpiecznego przekroczenia dozwolonej prędkości).
Używane są dwie wersje systemu TVM:
- TVM 300 – jest on prostym rozwinięciem systemu samoczynnej blokady liniowej, połączonym z sygnalizacją kabinową. Długość odstępów blokowych wynosi w nim 2,1 km lub 2 km. Stosowany na dwóch pierwszych liniach LGV: LGV Sud-Est i LGV Atlantique. Pociągi mogą kursować co 5 minut (LGV Sud-Est) lub 4 minuty (LGV Atlantique).
- TVM 430 – jest rozwinięciem TVM 300. System wylicza dozwoloną prędkość pociągu w oparciu o większą liczbę czynników (np. bierze pod uwagę nachylenie poziome toru), a długość odstępu blokowego wynosi 1,5 km, co zwiększa przepustowość linii – może on prowadzić dwa kolejne pociągi TGV jadące z prędkością 300 km/h w odstępie 3 minut.

## Prowadzenie ruchu pociągów
Każda linia LGV jest podzielona odcinki, zwane odstępami blokowymi (fr. cantons), o długości ok. 1,5 km lub 2 km. Granice odstępów są oznaczane niebieskimi wskaźnikami z żółtym trójkątem, umieszczonymi na zewnątrz trasy, w taki sposób, że wierzchołki trójkątów są skierowane do wewnątrz torowiska,

Instrumenty pokładowe w kabinie maszynisty podają maksymalną dopuszczalną prędkość pociągu na odstępie, na którym znajduje się on aktualnie oraz na następnym. Prędkość tę wylicza system TVM w oparciu o znajomość zajętości następnych odstępów przez inne pociągi, dozwoloną prędkość drogową na danym odcinku trasy oraz inne czynniki (np. ustawienie zwrotnic czy nachylenie poziome toru). Ponieważ pociąg TGV nie jest w stanie zatrzymać się na odcinku jednego odstępu, polecenie ewentualnego rozpoczęcia hamowania muszą być podane odpowiednio wcześniej. Hamowanie służbowe pociągu TGV z prędkości 300 km/h wymaga od 7,5 do 10 km, czyli 4 lub 5 odstępów przy systemie TVM 300 i 5 odstępów w przypadku TVM 430. Tym niemniej, w razie niebezpieczeństwa możliwe jest hamowanie awaryjne (tzw. hamowanie nagłe) składu, pozwalające na zatrzymanie pociągu na odcinku 3 km.

System TVM jest permisywny, co oznacza, że maszynista może wjechać na zajęty przez inny pociąg odstęp, pomimo że system TVM tego zakazuje. Możliwe jest to w przypadku, gdy pod wskaźnikiem granicy odstępu znajduje się czarna tabliczka z białą literą F (fr. Franchissable – przekraczalny). Tym niemniej prędkość pociągu nie może w tej sytuacji (nazywanej jazdą na widoczność) przekroczyć prędkości 30 km/h. Jeśli skład porusza się z prędkością przekraczającą 35 km/h, następuje interwencja pokładowych urządzeń samoczynnego hamowania pociągu i pociąg jest automatycznie zatrzymywany.

W przypadku odstępów oznaczonych umieszczoną pod wskaźnikiem granicy odstępu czarną tabliczką z białymi literami Nf (fr. Non franchissable – nieprzekraczalny), wjazd na odstęp nie jest możliwy, jeśli został zabroniony przez system TVM. Aby kontynuować jazdę, maszynista musi poczekać na zwolnienie odstępu lub na pozwolenie wjazdu na odstęp podane drogą radiową z nastawni dysponującej (fr. Poste d’Aiguillage et de Régulation). Po wydaniu takiej zgody, maszynista może wjechać na odstęp, odłączając uprzednio urządzenia samoczynnego hamowania pociągu, które zatrzymałyby natychmiast skład.

System TVM jest dwukierunkowy, co oznacza, że ruch pociągów może być prowadzony po każdym z dwóch torów linii w obydwu kierunkach. Jednakże w warunkach normalnych pociągi TGV kursują lewym torem, patrząc w kierunku jazdy, podobnie jak pozostałe pociągi na klasycznych liniach kolejowych we Francji (z wyjątkiem Alzacji i Lotaryngii), a także w Belgii i Wielkiej Brytanii.
Na końcach LGV znajdują się pętle indukcyjne, umieszczone pod torami, które automatycznie włączają lub wyłączają sygnalizację systemem TVM przy wjeżdżaniu lub wyjeżdżaniu z linii wysokiej prędkości. Poza liniami pociągi TGV używają systemu sygnalizacji stosowanego na zwykłych liniach kolejowych, we Francji jest to system KVB – Contrôle Vitesse par Balise (Kontrola Prędkości przez Znaczniki).

## Działanie systemu
System TVM opracowała i wdrożyła francuska firma CSEE. Jest to jeden z najbardziej zaawansowanych systemów sygnalizacji kolejowej, jednak obecnie nieco już przestarzały i używający elementów dziś już raczej nie stosowanych w takich rozwiązaniach, jak np. przekaźników elektromagnetycznych.
W skład systemu TVM wchodzą dwa współdziałające komponenty – jeden z nich jest umieszczony na pokładzie pociągu, drugi wzdłuż torów linii LGV. Obydwa działają w oparciu o mikroprocesory MC68020 firmy Motorola (podobne, jak stosowane we wczesnych modelach komputerów Apple Macintosh, Atari czy Amiga). Oprogramowanie napisano w języku programowania Ada, który jest wykorzystywany w aplikacjach wymagających wysokiej niezawodności. Użycie tego języka oraz wysoki stopień nadmiarowości w programach powoduje, że szacowany średni czas między krytycznymi awariami systemu przekracza milion lat.
Część naziemna systemu TVM 430 ma postać skrzynek rozmieszczonych wzdłuż torów, połączonych w linie o długości ok. 15 km, a zatem kontrolujących 10 odstępów blokowych, każdy z nich posiada własny obwód torowy. Każda z takich linii jest połączona ze scentralizowanym systemem kierowania ruchem pociągów. Informacje są przekazywane do pociągu w postaci zmodulowanej fali elektromagnetycznej. Używane są cztery częstotliwości fali nośnej, po dwie na każdy z torów. Na jednym z nich wynoszą one na przemian 1700 Hz i 2300 Hz, na drugim 2000 Hz i 2600 Hz. Nośne są modulowane za pomocą jednego lub więcej sygnałów o częstotliwości akustycznej, wybieranych spośród 27 możliwości (w systemie TVM 300 możliwa jest modulacja tylko jednym z 18 możliwych sygnałów naraz). Na końcach każdego odstępu umieszczone są pary nadajnik – odbiornik, które interpretują zaniku przesyłanego sygnału (wywołany zwarciem szyn przez zestawy kołowe pociągu) jako zajętość danego odstępu. System interpretuje odstęp jako zajęty również w przypadku uszkodzenia toru lub zwarcia szyn przez przeszkodę. Szyny na połączeniach odstępów są wyposażone w specjalne łączniki separujące, które umożliwiają przepływ prądu elektrycznego zasilającego pociągi, blokując jednocześnie sygnały systemu TVM przed interferowaniem z sygnałami z sąsiednich odstępów. Rozwiązanie to nosi nazwę obwodu torowego UM71.
Przesyłane przez szyny sygnały są odbierane przez anteny umieszczone pod czołową częścią głowic napędowych, około 1 m przed ich pierwszymi osiami. Każdy skład TGV jest wyposażony w cztery anteny, po dwie na każdą głowicę, używane są tylko dwie, znajdujące się na czole pociągu. Anteny działają na zasadzie indukcji elektromagnetycznej, dzięki wzbudzeniu prądu przez sygnał płynący przez zwarcie, jaki stanowi pierwsza z osi pociągu. Sygnał odebrany jest filtrowany i przetwarzany, a następnie niezależnie dekodowany przez dwa znajdujące się na pokładzie pociągu procesory sygnałowe, pracujące równolegle.
Zdekodowany sygnał ma formę 27-bitowego słowa cyfrowego, w którym każdy bit odpowiada obecności lub brakowi jednej z częstotliwości modulujących sygnał nośny. W słowie tym są zawarte następujące informacje:
- Kody prędkości – zawiera trzy prędkości: maksymalna dozwolona prędkość na aktualnym odstępie, prędkość docelowa na jego końcu oraz prędkość docelowa na końcu następnego odstępu. Każda z tych prędkości może przyjmować jedną z sześciu wartości: 300 km/h, 270 km/h, 220 km/h, 160 km/h, 80 km/h oraz 0 km/h (nakaz zatrzymania pociągu). Wartości te odpowiadają typowej sekwencji hamowania pociągu TGV.
- Gradient – informacja o uśrednionym nachyleniu poziomym toru na danym odstępie. Komputery pokładowe biorą ją pod uwagę obliczając przy obliczaniu prędkości.
- Długość odstępu – informacja o długości aktualnego odstępu, która jest również niezbędna w obliczeniach prędkości. Długość odstępu zwykle wynosi 1,5 km, ale na niektórych odcinkach trasy może być mniejsza, na przykład w obszarze wjazdów do Eurotunelu odstępy mają długość jedynie 150 m.
- Kod sieci – informacja dla komputera pokładowego o sposobie interpretacji kodów prędkości. Kod sieci zależy od maksymalnej dopuszczalnej prędkości linii, po jakiej porusza się pociąg, na przykład w Eurotunelu wynosi ona jedynie 160 km/h, w przeciwieństwie do większości LGV, gdzie wynosi 300 km/h.
- Kontrola błędów – kod, który pozwala na sprawdzenie poprawności całości zdekodowanej informacji. W przypadku błędów w transmisji, mogą one zostać nie tylko wykryte, ale i w niektórych przypadkach naprawione, dzięki użyciu techniki sześciobitowego cyklicznego kodu nadmiarowego (CRC).

Powyższe informacje są używane przez komputer sterujący sygnalizacją kabinową do wyświetlenia informacji na pulpicie maszynisty. W systemie TVM 300 informacje o prędkościach docelowych są uaktualniane jedynie przy mijaniu granic odstępów blokowych, co skutkuje „schodkowością” krzywej opisującej zmianę prędkości, podczas gdy pociąg zawsze zmienia prędkość w sposób płynny. W systemie TVM 430, dzięki wykorzystaniu informacji o nachyleniu trasy i długości odstępu, komputer pokładowy jest w stanie na bieżąco zmieniać prędkości docelowe, co w efekcie pozwala na wyznaczenie płynnego profilu zmian prędkości.
Poza płynnym wyznaczaniem prędkości system TVM jest również w stanie przekazywać pojedyncze informacje przy użyciu pętli indukcyjnych umieszczonych między szynami. Sygnały są odbierane przez czujniki umieszczone pod pociągiem, które są w stanie odbierać sygnały przy prędkości jazdy do 400 km/h. Zasada kodowania informacji jest identyczna jak w przypadku sygnałów przekazywanych za pomocą szyn, z tą różnicą, że jest ona kodowana na 28 bitach. Informacje przekazywane przez pętle indukcyjne mogą dotyczyć wielu sytuacji:
- Wjazdu na LGV lub wyjazd z LGV,
- Załączenie lub wyłączenie systemu TVM 430 na pokładzie pociągu,
- Zamknięcie lub otwarcie wlotów wentylacji powietrza przed wjazdem do tunelu,
- Opuszczenie lub podniesienie pantografów pociągu przy zmianie napięcia w sieci trakcyjnej,
- Załączenie lub wyłączenie wyłącznika głównego głowic napędowych przy zmianie sekcji zasilających,
- Zmiana napięcia zasilania,

Na pokładzie pociągu znajduje się rejestrator wielu parametrów jazdy pociągu. Jest to urządzenie o przeznaczeniu podobnym do czarnych skrzynek montowanych w samolotach. W systemie TVM 300 używano rejestratora graficznego, w TVM 430 wykorzystywany jest cyfrowy system rejestracji. Urządzenie rejestruje każdą czynność maszynisty (zmiana położenia dźwigni hamulca, nastawnika jazdy, przełącznika pantografów itp.), jak również informacje pochodzące z systemów sygnalizacji, zarówno TVM, jak i KVB. Dane zapisywane są na taśmie magnetycznej.

## Sygnalizacja w kabinie maszynisty
W centralnej części pulpitu maszynisty TGV znajduje się wyświetlacz systemu TVM. Składa się on z dwóch rzędów kwadratowych wskaźników, podających informację o aktualnej dozwolonej prędkości pociągu na aktualnym i następnym odstępie blokowym.
- Jazda z maksymalną dozwoloną na linii prędkością (VL, Voie Libre – Droga wolna) jest sygnalizowana przez czarną liczbę na zielonym tle, podającą dozwoloną prędkość.
- W przypadku ograniczenia prędkości przy wjeździe na następny odstęp blokowy, podawany jest sygnał w formie czarnych cyfr na białym tle (A, Avertissement – uprzedzenie).
- Sygnał w postaci białych cyfr na czarnym tle oznacza ograniczenie prędkości na danym odstępie i początku następnego (E, Exécution – wykonanie).
- Sygnał w postaci czerwonych pól, z trzema cyframi 0 oznacza nakaz zatrzymania pociągu przed wjazdem na następny odstęp.
- Sygnał w postaci trzech czerwonych pól bez cyfr (Carré – kwadrat) oznacza, że pociąg porusza się po odstępie, na który wjazd jest zabroniony.

Sygnały są wyświetlane z wyprzedzeniem dla kilku następnych odstępów, tak aby umożliwić maszyniście lepsze przywidywanie koniecznych zmian prędkości. Dla lepszego zwrócenia uwagi, przy podawaniu wskazań ostrzegających o konieczności zmniejszenia prędkości, okienka wyświetlacza migają. Aktualny sygnał może zostać zmieniony na bardziej restrykcyjny (nakazujący zmniejszenie prędkości) tylko przy wjeżdżaniu na następny odstęp (z wyjątkiem sytuacji awaryjnych), podczas gdy zmiana na sygnał mniej restrykcyjny może być dokonana w każdej chwili.
Komputer pokładowy uruchamia samoczynne hamowanie pociągu w przypadku przekroczenia przez pociąg dozwolonej prędkości docelowej o pewną wartość, zależną od typu sygnału. Poniżej podano zestawienie typowych sygnałów podawanych na wyświetlaczu w pociągów wyposażonych w system TVM 430.
| Przykładowe sygnały na wyświetlaczu w kabinie TGV |                                  |                               |                          |                                                          |
| Nazwa                                             | Sygnał                           | Dopuszczalna prędkość         | Dopuszczalna prędkość    | Dopuszczalna prędkość                                    |
| Nazwa                                             | Sygnał                           | aktualna                      | przy której zadziała SHP | na początku następnego odstępu                           |
| Carré                                             |                                  | odstęp F: 30 km/h             | 35 km/h                  | 0 km/h lub 30 km/h (zależnie od typu następnego odstępu) |
| Carré                                             | odstęp Nf: 0 km/h                |                               |                          | 0 km/h lub 30 km/h (zależnie od typu następnego odstępu) |
| Zéro (avertissement 0)                            |                                  | poprzedni sygnał 80A: 80 km/h | 90 km/h                  | 0 km/h lub 30 km/h (zależnie od typu następnego odstępu) |
| Zéro (avertissement 0)                            | poprzedni sygnał: 160A: 170 km/h | 160 km/h                      |                          | 0 km/h lub 30 km/h (zależnie od typu następnego odstępu) |
| 080E (exécution 80)                               |                                  | 80 km/h                       | 90 km/h                  | 80 km/h                                                  |
| 080A (avertissement 80)                           |                                  | 160 km/h                      | 170 km/h                 | 80 km/h                                                  |
| 160E (exécution 160)                              |                                  | 160 km/h                      | 170 km/h                 | 160 km/h                                                 |
| 160A (avertissement 160)                          |                                  | 220 km/h                      | 235 km/h                 | 160 km/h                                                 |
| 220E (exécution 220)                              |                                  | 220 km/h                      | 235 km/h                 | 220 km/h                                                 |
| 220A (avertissement 220)                          |                                  | 270 km/h                      | 285 km/h                 | 220 km/h                                                 |
| 270V                                              |                                  | 270 km/h                      | 285 km/h                 | 270 km/h                                                 |
| 270VL (Voie Libre 270 km/h)                       |                                  | 270 km/h                      | 285 km/h                 | 270 km/h                                                 |
| 270A (avertissement 270)                          |                                  | 300 km/h                      | 315 km/h                 | 270 km/h                                                 |
| 300V                                              |                                  | 300 km/h                      | 315 km/h                 | 300 km/h                                                 |
| 300VL (Voie Libre 300 km/h)                       |                                  | 300 km/h                      | 315 km/h                 | 300 km/h                                                 |

Poniżej wyświetlacza umieszczony jest prędkościomierz podający zarówno prędkość aktualną, jak i docelową, wyliczoną dla końca odstępu. Prędkość jest mierzona przez tachometr z dokładnością do
2%.
Wyświetlacz sygnałów systemu TVM jest krytycznym elementem bezpieczeństwa ruchu pociągu. Posiada on połączenie zwrotne z komputerem sygnalizacji, które za pośrednictwem czujników opartych na przekaźnikach informują komputer o aktualnie wyświetlanym sygnale. W przypadku awarii wyświetlacza komputer uruchamia samoczynne hamowanie pociągu.

## Inne systemy sygnalizacji
System TVM jest wykorzystywany na wszystkich liniach LGV we Francji oraz na linii HSL 1 w Belgii, a także w tunelu pod kanałem La Manche i na linii CTRL w Wielkiej Brytanii. Poza tymi liniami, pociągi TGV używają odpowiednich systemów sygnalizacji – KVB na liniach we Francji oraz:
- ATB w Holandii,
- ATB-NG również w Holandii (nowsza wersja systemu ATB),
- MEMOR w Belgii,
- TBL również w Belgii (nowsza wersja systemu MEMOR),
- Indusi w Niemczech,
- LZB na liniach dużej prędkości w Niemczech,
- AWS w Wielkiej Brytanii,
- TPWS, również w Wielkiej Brytanii (dodatkowy system uzupełniający AWS).